# Ruger Serie P
La Ruger Serie P è una linea di pistole semi-automatiche a fuoco centrale prodotte da Sturm, Ruger & Company prodotte dal 1985 al 2013. Le pistole della serie P sono state progettate per uso militare, di polizia, civile e ricreativo. I disegni e la progettazione dell'arma sono in gran parte basati su quelli fatti da Browning con la pistola M1911, ma con variazioni minori, generalmente legate al meccanismo della sicura e del cane. Le pistole che fanno parte di questa famiglia sono, in ordine temporale, la P85, P89, P90, P95 e P345.